# Adolfo León
Adolfo León (bailarín), nació en Laredo (Cantabria, España), fue director artístico del Los Ballets de Madrid - Ballet Clásico de Madrid y de la Escuela Mayor de Ballet Clásico de Madrid. Inició los estudios de ballet clásico en Madrid como discípulo de los maestros daneses Elna y Leif Örnberg, ambos primeros bailarines del Ballet Real Danés y fundadores en Madrid de la Escuela Mayor de Ballet Clásico y de Los Ballets de Madrid - Ballet Clásico de Madrid con el propósito de continuar con la tradición de la escuela danesa de Agust Bournonville en España.

## Vida y obra
Su carrera profesional comenzó con la célebre bailarina clásica Marianela de Montijo, que le eligió como su pareja para representar el ballet Sueño de una noche de verano, con motivo de la inauguración de la Plaza Porticada de Santander, dentro de los Festivales de España, actuando bajo la dirección de Cayetano Luca de Tena y Ataúlfo Argenta.
La bailarina Rosario, con motivo de la realización de una gira por Austria, Alemania y Bélgica, elige a León para bailar la Escuela Bolera Española del siglo XVIII, como artista invitado. El bailarín Antonio también se fija en León y le contrata para su compañía, con la que realiza giras por todo el mundo. Estando en Londres, al finalizar su contrato, no lo prorroga y permanece allí durante más de dos años para estudiar la escuela inglesa con Ninette Valois (Sadler's Wells), Harold Turner, Marie Rambert y la esposa de Colonel de Basi.
Se traslada a París y pasa a formar pareja con la bailarina Ludmila Theserina en Los Ballets de París, bajo la dirección de Serge Lifar. Cuando finaliza su trabajo en Francia crea su propia compañía, el "Ballet de España", y recorre con ella Europa. En el año 1960 es premiado en Israel con el Candelabro Judío a la mejor compañía y en el transcurso de sus actuaciones en Alemania, León es contratado por Mme. Barrety para bailar con la compañía de ballet de la Ópera de Múnich, en la que permaneció por espacio de 18 años.
En el año 1980 es llamado por Carmen Arias, directora del Conservatorio Profesional de Madrid, fundado en el año 1942 por los Örnberg, dependiente del Ministerio de Educación y Ciencia. En esta institución asume el control de la enseñanza de ballet clásico en los niveles superiores, con el fin de elevar el ballet clásico español a niveles europeos, labor que desempeña durante cinco años. Posteriormente se hace cargo de la Escuela Mayor de Ballet Clásico, escuela por la que han pasado y se han formado gran cantidad de bailarines de gran nivel técnico y artístico.
Como pequeña muestra cabe destacar a artistas de la talla de Estelanova, que fue primera bailarina en el London Festival Ballet, Goyo Montero, Concha Velasco, Pilar Sierra, Carmen Senra, Carmina Ocaña, Margarita Bordons, Premio Luciene Lamballe de Francia, Valerie Scanella, del Ballet de Nancy, Hugo Fanari, del Ballet de Suiza. Juan Polo, primer solista del Ballet del Capitolio de Toulouse, y finalista del Concurso Internacional de Varna (Bulgaria), Marta Castellanos, primera bailarina de Los Ballets de Madrid, así como la mayoría de los componentes de Los Ballets de Madrid - Ballet Clásico de Madrid cuya dirección artística fue responsabilidad del maestro León.
Aparte de las coreografías para Los Ballets de Madrid - Ballet Clásico de Madrid, ha creado varias para Radiotelevisión Española, Antena 3 y la Orquesta de Radiotelevisión Española. Ha realizado y bailado las coreografías de las óperas más importantes, entre ellas los bailables de la ópera de Chaikovski Eugenio Oneguin, representada en el Teatro de la Zarzuela de Madrid. Tiene en su haber el Primer Premio Coreográfico Fundación Mahler (Múnich 1968), posee la Medalla de Bergen op Zoom (Holanda), la Medalla de la Ciudad de Brujas (Bélgica) y la Gran Cruz Blanca de Dinamarca.

## Pintura
Adolfo León estudió Bellas Artes en Madrid. Una vez retirado de la danza y coreografía, ha regresado a Cantabria estableciendo su residencia en la localidad de Penagos se ha dedicado a la pintura plenamente, habiendo realizado varias exposiciones; en 2009 junto al acuarelista José Manuel Riancho en el Palacio de Exposiciones en Santander. Ese mismo año ambos donan cinco obras para el Museo de la Catedral. En 2012 en el patio central del Parlamento de Cantabria vuelve a exponer con José Manuel Riancho, con el título "Gala y Dalí en el Parlamento". El 29 de septiembre de 2014 el Parlamento de Cantabria le compra tres cuadros al precio simbólico de un euro.